# Castlevania: Lords of Shadow 2
Castlevania: Lords of Shadow 2 – komputerowa gra akcji wywodząca się z serii gier z lat osiemdziesiątych o niepokonanym wojowniku „Bractwa Światła”. Jest to kontynuacja Castlevania: Lords of Shadow z 2010 roku. Została wyprodukowana przez Mercury Steam Entertainment i została wydana przez Konami 25 lutego 2014 roku na  platformy Microsoft Windows, PlayStation 3 i Xbox 360.